# Adam DeVine
Adam Patrick Devine (Waterloo, 1983. november 7.) amerikai színész, humorista, énekes, forgatókönyvíró, producer. 
A Comedy Central A munka hősei és Adam Devine's House Party című sorozatainak főszereplője.

## Fiatalkora
Az iowai Waterlooban született, Dennis és Penny Devine gyermekeként. Omahában nevelkedett. 2002-ben érettségizett a Millard South High School tanulójaként. Az Orange Coast College tanulója volt, barátjával, Blake Andersonnal együtt. Később Los Angelesbe költözött, ahol stand-upos és színészi karrierbe kezdett.

## Magánélete
A Children's Miracle Network Hospitals nevű nonprofit szervezet támogatója.
Gyakran részt vesz az USO turnéin, melyek során a katonákat szórakoztatja. Ezt "élete legjövedelmezőbb élményének" írta le.
2015 februárjában kezdett randevúzni Chloe Bridges-szel. 2019. október 24-én eljegyezték egymást, ezt Devine az Instagramján jelentette be. 2021. október 10-én jelentette be, hogy megházasodik.

## Filmográfia

### Film
| Év   | Magyar cím                               | Eredeti cím                                  | Szerep                     | Magyar hang         |
| ---- | ---------------------------------------- | -------------------------------------------- | -------------------------- | ------------------- |
| 2007 | Mama kicsi fia                           | Mama's Boy                                   | Alhorn                     |                     |
| 2009 |                                          | Ratko: The Dictator's Son                    | Chris                      |                     |
| 2011 | 301, avagy Maxiplusz, a legnagyobb római | The Legend of Awesomest Maximus              | Eforosz                    | Kapácsy Miklós      |
| 2012 | Tökéletes hang                           | Pitch Perfect                                | Bumper Allen               | Molnár Levente      |
| 2014 | Rossz szomszédság                        | Neighbors                                    | sörpongozó srác (cameo)    |                     |
| 2015 | Szöktetés a pokolból                     | The Final Girls                              | Kurt                       | Elek Ferenc         |
| 2015 | Tökéletes hang 2.                        | Pitch Perfect 2                              | Bumper Allen               | Molnár Levente      |
| 2015 | A kezdő                                  | The Intern                                   | Jason                      | Hamvas Dániel       |
| 2016 | Jégkorszak – A nagy bumm                 | Ice Age: Collision Course                    | Julian (hangja)            | Berkes Bence        |
| 2016 | Mike és Dave esküvőhöz csajt keres       | Mike and Dave Need Wedding Dates             | Mike Stangle               | Hamvas Dániel       |
| 2016 | Miért pont Ő?                            | Why Him?                                     | Tyson Modell               | Hamvas Dániel       |
| 2017 | Lego Batman – A film                     | The Lego Batman Movie                        | Flash (hangja)             | Csöndör László Diaz |
| 2018 |                                          | When We First Met                            | Noah Ashby                 |                     |
| 2018 |                                          | Game Over, Man!                              | Alexxx                     |                     |
| 2018 |                                          | The Package                                  | filmproducer               |                     |
| 2019 | Hát nem romantikus?                      | Isn't It Romantic                            | Josh                       |                     |
| 2019 | Jexi – Túl okos telefon                  | Jexi                                         | Phil                       | Fehér Tibor         |
| 2020 | Jó utat a tudatmódosítók világában!      | Have a Good Trip: Adventures in Psychedelics | Anthony Bourdain fiatalon  |                     |
| 2020 | Varázstábor                              | Magic Camp                                   | Andy Duckerman             | Markovics Tamás     |
| 2021 | Flamik                                   | Extinct                                      | Edward "Ed" Flami (hangja) | Molnár Levente      |
| 2023 | Szélhámos rokonok                        | The Out-Laws                                 | Owen Browning              | Hamvas Dániel       |